# Carolyn McCormick
Carolyn Inez McCormick (Midland, Texas; 19 de septiembre de 1959) es una actriz estadounidense conocida por su papel de Dra. Elizabeth Olivet en la franquicia de Law & Order.

## Vida y carrera
McCormick nació y creció en Midland, Texas, y se graduó como la primera de su clase  en The Kinkaid School en Houston en 1977. Se graduó con honores del Williams College en 1981 con un bachillerato en artes. Ha trabajado en televisión, películas, teatro y doblaje. 
Su carrera despegó con Enemigo mío dirigida por Wolfgang Petersen junto a Dennis Quaid. Sus otras películas incluyen la obra de Woody Allen Whatever Works, You Know My Name con Sam Elliott y A Simple Twist of Fate con Steve Martin.  
Su primer papel de televisión notable fue el de Rita Fiore en Spenser, detective privado, un papel que tuvo desde 1986 a 1987.  Apareció bajo el papel de Minuet en "11001001", un episodio de Star Trek: The Next Generation, y luego como Minuet Riker (esposa de William Riker) en un episodio de Future Imperfect. El papel con el que se daría a conocer sería el de la Dra. Elizabeth Olivet en Law & Order, apareciendo en la mitad de los episodios de 1994 a 2006.  En 1997, hizo de la mujer infeliz del psiquiatra protagonizado por Robert Pastorelli en la serie Cracker, una adaptación estadounidense de la serie británica del mismo nombre. Ha sido invitada en la serie Madam Secretary, Elementary, Blue Bloods, Judging Amy, The Practice, Body of Proof, Cold Case, Homicide: Life on the Street, y LA Law.
También ha actuado en obras de teatro como Eve-olution  con la estrella de The Cosby Show, Sabrina Le Beauf en 2004. Ha aparecido en Dinner with Friends, Oedipus, Ancestral Voices, The Donahue Sisters, Laureen's Whereabouts e In Perpetuity. Trabajó con Thomas Kail en el Flea Theatre en Family Furniture (2013). En 2015 apareció en Vanya, Sonya, Masha and Spike y What I Did Last Summer.
 Apareció en The Dinner Party en 2001 como Mariette Levieux, Private Lives en 2002, y en Equus en 2008 como Dora Strang. En 2012 apareció junto a su marido, Byron Jennings, en la producción de Broadway, Ten Chimneys. Apareció en la obra de teatro se Will Eno, The Open House en 2014 Ha grabado muchos audiolibros, incluyendo la versión en inglés de la saga Hunger Games, y ha narrado varios documentales de Ken Burns.

## Filmografía
| Año                  | Título                                  | Papel                           | Notas                                     |
| -------------------- | --------------------------------------- | ------------------------------- | ----------------------------------------- |
| 1985                 | Enemigo mío                             | Morse                           |                                           |
| 1986–1987            | Spenser, detective privado              | Asst. Dist. Atty. Rita Fiore    | 22 episodios                              |
| 1988–1990            | Star Trek: The Next Generation          | Minuet                          | 2 episodios                               |
| 1991–2009            | Law & Order                             | Elizabeth Olivet                | 87 episodios (1991–1997, 1999, 2002–2010) |
| 1994                 | A Simple Twist of Fate                  | Elaine McCann                   |                                           |
| 1996                 | Homicide: Life on the Street            | Linda Mariner                   | 2 episodios                               |
| 1997–1999            | Cracker                                 | Judith Fitzgerald               | 16 episodios                              |
| 1998                 | The Warlord: Battle for the Galaxy      | Rula Kor                        | Película de televisión                    |
| 1999                 | You Know My Name                        | Zoe                             |                                           |
| 1999–2001, 2013-2018 | Law & Order: Special Victims Unit       | Elizabeth Olivet                | 6 episodios                               |
| 2001                 | Women Docs                              | Narradora                       | Episodios desconocidos                    |
| 2001–2004            | Judging Amy                             | AAG Ellis Bonham                | 3 episodios                               |
| 2002                 | Emmett's Mark                           | Mrs. Carlin                     |                                           |
| 2002                 | This Is Not a Chair                     | Mrs. Morrison                   | Cortometeraje                             |
| 2005                 | Loverboy                                | Ruth                            |                                           |
| 2005                 | Law & Order: Trial by Jury              | Elizabeth Olivet                | Episodio: "Day                            |
| 2006                 | Law & Order: Criminal Intent            | Elizabeth Olivet                | 2 episodios                               |
| 2007                 | Cold Case                               | Elizabeth Stone                 | 1 episodio                                |
| 2008                 | Nights in Rodanthe                      | Jenny                           |                                           |
| 2009                 | Whatever Works                          | Jessica                         |                                           |
| 2009                 | The National Parks: America's Best Idea | Varias figuras históricas (voz) |                                           |
| 2009                 | The Hunger Games                        | Narradora de audiolibro         |                                           |
| 2009                 | Catching Fire                           | Narradora de audiolibro         |                                           |
| 2010                 | Mockingjay                              | Narradora de audiolibro         |                                           |
| 2010                 | True Nature                             | Becky Pascal                    |                                           |
| 2010                 | Downtown Express                        | Marie                           |                                           |
| 2010                 | One Life to Live                        | Judge Burdett                   | 3 episodios                               |
| 2011                 | Body of Proof                           | Gwen Baldwin                    | 1 episodio                                |
| 2011                 | The Miraculous Year                     | ¿?                              | The Realtor                               |
| 2011                 | 2012                                    | The Dust Bowl                   | Caroline Henderson (voz)                  |
| 2013                 | Blue Bloods                             | Joyce Powers                    | 1 episodio                                |
| 2013                 | Mind Games                              | Victoria Hood                   | 1 episodio                                |
| 2013                 | Murder in Manhattan                     | Laura                           |                                           |
| 2015                 | Elementary                              | Denise Davis                    | 1 episodio                                |
| 2016                 | Madam Secretary                         | Doctara de la Casa Blanca       |                                           |
| 2016                 | The Interestings                        | Betsy Wolf                      |                                           |
| 2017                 | The Blacklist: Redemption               | Meryl Jensen                    | 1 episodio                                |
| 2017                 | Billions                                | Banquera de inversiones         | 1 episodio                                |
| 2018                 | Bull                                    | Jueza M Stalder                 | 1 episodio                                |